# جين ملكيوري
جين ملكيوري (بالإنجليزية: Gene Melchiorre)‏ مواليد 10 أغسطس 1927 في هايلاند بارك، هو لاعب كرة سلة أمريكي سابق. تم اختياره من قبل فريق بالتيمور باليتس خلال الدرافت. حمل الرقم 23. يبلغ طوله 5 قدم 8 بوصة (1.7 م).

## روابط خارجية
- جين ملكيوري على موقع سبورتس رفرنس (الإنجليزية)
- جين ملكيوري على موقع كلية كرة السلة في سبورتس رفرنس.كوم (الإنجليزية)
- جين ملكيوري على موقع ريلجم (الإنجليزية)